# Kimmo Koskenniemi

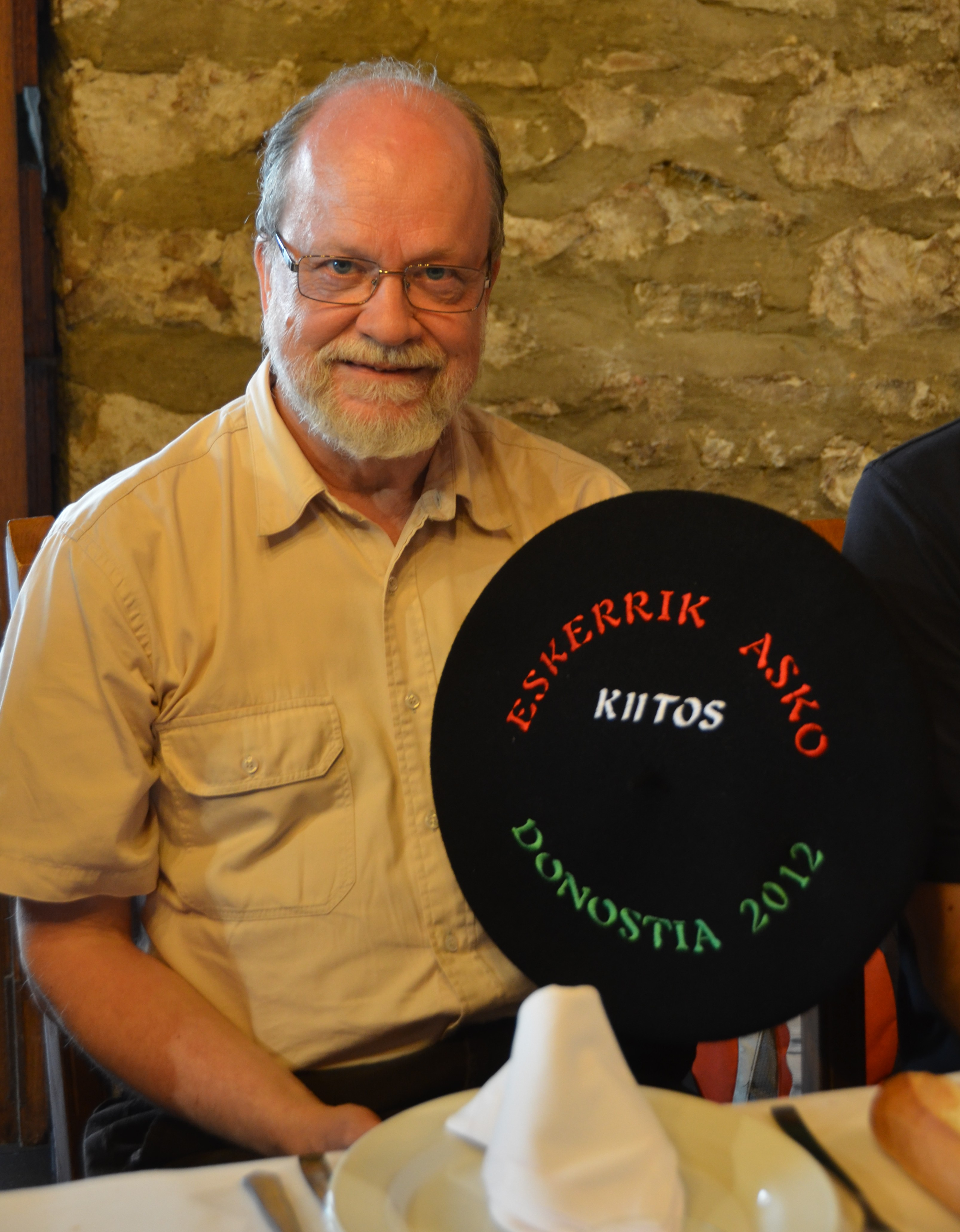
Kimmo Koskenniemi

Kimmo Matti Koskenniemi, född 7 september 1945 i Jyväskylä, är en finländsk datalingvist. Han är son till Matti Koskenniemi.
Koskenniemi studerade först matematik, teoretisk fysik, statistik och astronomi vid Helsingfors universitet och var 1967–1976 matematisk chefsplanerare och avdelningschef för räknecentralen vid Helsingfors universitet. Han blev filosofie doktor 1984. Senare specialiserade han sig på språk- och datavetenskap och är sedan 1992 professor i datalingvistik vid Helsingfors universitet.
Som forskare har Koskenniemi främst ägnat sig åt morfologisk teori och datalingvistik. Förutom ett tjugotal artiklar inom datalingvistiken märks doktorsavhandlingen Two-level morphology: a general computational model for word-form recognition and production (1983), som bland annat ledde till grundandet av företaget Lingsoft, som producerar språkvårdsprogram, såsom elektroniska ordböcker, synonymordlistor och talsyntesapplikationer. Koskenniemis datalingvistiska teorier, i världen kända under beteckningen TWOL, har tillämpats på tiotals språk.